# 9766 Bradbury
A 9766 Bradbury (ideiglenes jelöléssel 1992 DZ2) a Naprendszer kisbolygóövében található aszteroida. A Spacewatch program keretében fedezték fel 1992. február 24-én.